# カワカマス目
カワカマス目（学名：Esociformes）は、硬骨魚綱の分類群（目）の一つ。2科4属で構成され、釣魚として知られるノーザンパイクなど少なくとも12種が含まれる。パイク目とも呼ばれる。

## 分布
カワカマス目の魚類はすべて淡水魚で、北アメリカやシベリアを中心とした北半球に分布し、流れの緩やかな河川・湖に生息する。約12種で構成される小さなグループで、日本には分布していない。カワカマス属の仲間は漁業資源として利用されるほか、釣りの対象魚としても知られている。
カワカマス科魚類の化石はカナダにおける白亜紀後期（～6,500万年前）の地層から発見されており、現生のカワカマス属も暁新世（6,200万年前）には既に出現していた。白亜紀後期から第三紀にかけて、北アメリカを中心に生物の大量絶滅（K-T境界）が生じたが、カワカマス類はこの時期を生き延び、北半球全域に分布を広げたものとみられている。北米以外での化石記録は、中国における始新世前期のものが最初である。

## 形態
体型は細長く、カワカマス属の仲間は平たく突き出た吻（口先）をもつ。脂鰭をもたず、腹鰭は体の中央付近に、背鰭と臀鰭は体の後方に位置する。幽門垂をもたない。頬と鰓蓋は鱗に覆われる。
主上顎骨の歯および中烏口骨を欠き、後擬鎖骨は1本。対になった細長い前篩骨をもつ。背鰭・臀鰭の担鰭骨はカワカマス属・ウンブラ属では中央部のみ骨化するが、ダッリア属・Novumbra 属では骨化はみられない。

## 分類
カワカマス目はカワカマス科およびウンブラ科の2科4属で構成され、少なくとも12種を含む。本目全体の単系統性には強固な裏付けがなされている一方で、4属それぞれの位置付けには議論がある。ダッリア属および Novumbra 属は従来ウンブラ科に含められてきたが、近年の分子系統解析はこれら2属がむしろカワカマス属に近縁であることを示している。Nelson（2016）の体系では、この見解に基づいた科の再編が行われた。
現生の2科のほかに、絶滅したグループとして欧州から Palaeoesocidae 科の存在が知られ、Palaeoesox および Boltyshia の2属が暁新世から中新世にかけて生息していたものとみられている。

### カワカマス科

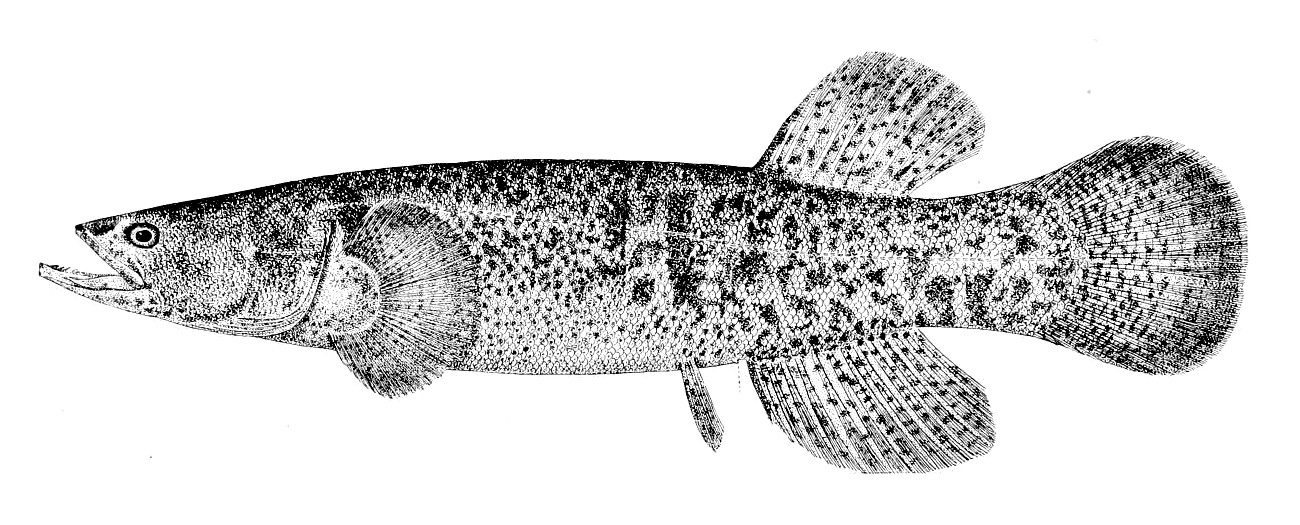
ダッリア属の1種（Dallia pectoralis）。本属はシベリアおよびアラスカに分布する。尾鰭は丸みを帯び、切り立った形状の尾鰭をもつ Novumbra 属、深く二叉するカワカマス属との鑑別点となる

カワカマス科 Esocidae には3属のもと、少なくとも9種が認められている。カワカマス属は側線鱗数や上尾骨数などの違いから、Esox および Kenoza の2亜属に分割される。ダッリア属・Novumbra 属はかつて所属していたウンブラ科から、本科に移された。ダッリア属の2種（Dallia admirabilis, D. delicatissima）は D. pectoralis のシノニムである可能性が指摘されている。
本科魚類に共通する特徴として、下鰓蓋骨は鎌型で、鰓蓋は切り立った形状を示す点が挙げられる。また、単一の小さな上主上顎骨をもち、鋤骨と口蓋骨に強固な歯を備える。鱗の放射状突起は少ない。
- カワカマス属 Esox
  - カワカマス Esox reicherti
  - クサリカワカマス Esox niger
  - キタカワカマス Esox lucius
  - オオカワカマス Esox masquinogy
  - アメリカカワカマス Esox americanus[5]
  - アキテーヌカワカマス Esox aquitanicus[6]
  - ミナミカワカマス Esox cisalpinus
- ダッリア属 Dallia
  - Dallia admirabilis
  - Dallia delicatissima
  - Dallia pectoralis
- Novumbra 属
  - Novumbra hubbsi

### ウンブラ科

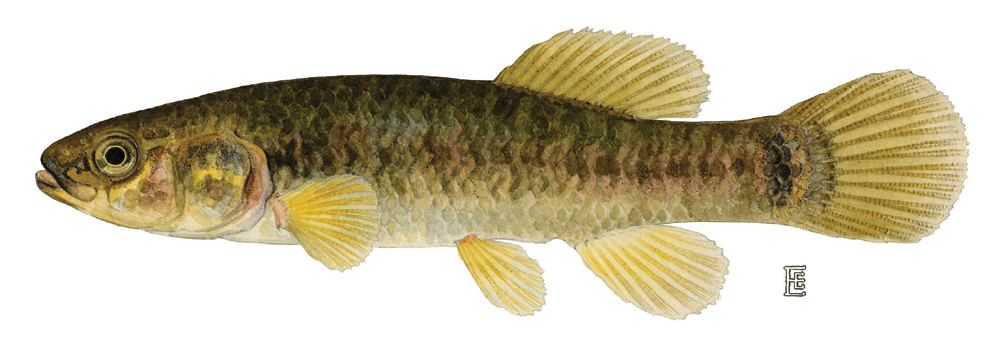
ウンブラ属の1種（Umbra limi）。カワカマス科に移設された2属とは、各鰭の鰭条数などによって区別される

ウンブラ科 Umbridae は1属3種。北アメリカ中央部～東部、およびヨーロッパ南東部に分布する。
特殊な形状をした浮き袋を用いて、空気呼吸が可能。吻は突出せず、尾鰭には丸みがある。カワカマス属と比べ小型の魚類で、体長は最大でも20cm程度。
- ウンブラ属 Umbra
  - Umbra krameri
  - Umbra limi
  - Umbra pygmaea